# Grünburg
Grünburg är en ort och kommun i Österrike. Den ligger i distriktet Kirchdorf i förbundslandet Oberösterreich,  160 km väster om huvudstaden Wien. 
Kommunen består av fem orter (Ortschaften) (inom parentes invånarantal 1 januari 2024):
- Grünburg (1 079) (även benämnd Untergrünburg)
- Leonstein (2 035)
- Obergrünburg (722)
- Pernzell (0)
- Wagenhub (4)